# 七瀬さんの恋が異常
『七瀬さんの恋が異常』（ななせさんのこいがいじょう）は、東雲とむによる日本の漫画作品。
2021年3月31日より、コミックスマートが運営するウェブコミック配信サイト『GANMA!』にて、水曜日に隔週連載。
2022年1月21日からYouTubeアニメが開始。

## あらすじ
ブラック企業に勤める会社員・高橋千暁。彼が癒しを求めてマッチングアプリで出会ったのは、清楚な女子大生・七瀬葵依。2人の距離は順調に縮まっていくが、実は七瀬はサイコパスだったのだ。

## 登場人物
高橋 千暁（たかはし ちあき）〈25〉
本作の主人公。ブラック企業に務める会社員。
マッチングアプリで七瀬と出会い、付き合い始める。
七瀬 葵依（ななせ あおい）〈22〉
本作のヒロイン。大学に通う傍ら、会社を経営している。趣味は、FX投資。
清楚な美人だが、実はサイコパス。性格はヤンデレであり、高橋に危害を加えようとする者には容赦が無い。